# Francesco de Notaris
Francesco de Notaris (22 de outubro de 1944 - 28 de outubro de 2021) foi um político italiano. Membro da La Rete, serviu no Senado da República Italiana de 1994 a 1996.